# Todus mexicanus
El  San Pedrito de Puerto Rico, Medio Peso, Papagayo o Cheto (Todus mexicanus) es una especie de ave coraciforme endémica de la isla de Puerto Rico.

## Descripción

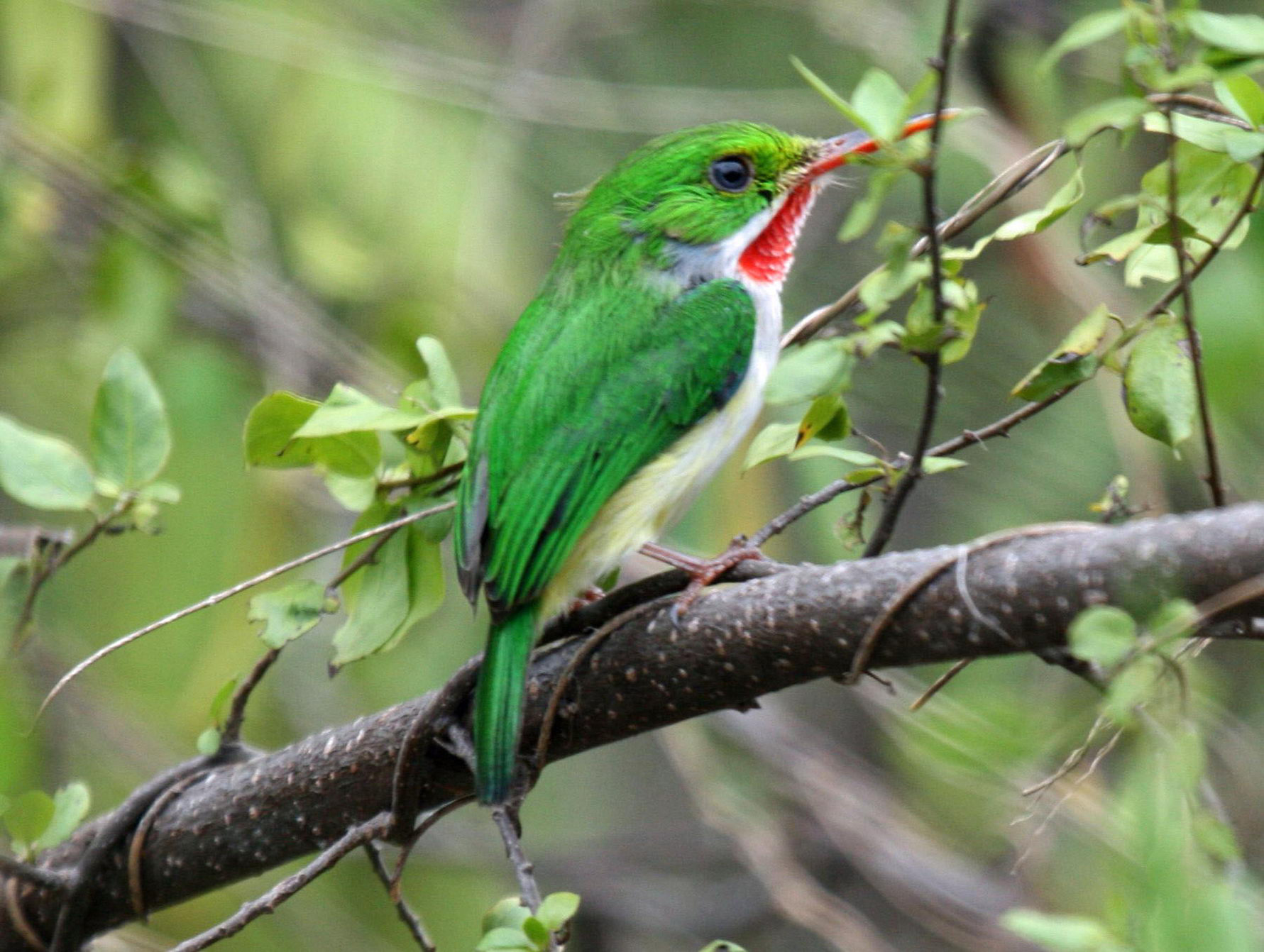

Mide 11 cm de longitud y pesa de 5 a 6 g. El plumaje de sus partes superiores es verde, con flancos amarillos, la garganta y la mandíbula inferior de color rojo y el vientre de blanco amarillento brillante. Presenta pico relativamente largo.

## Hábitat
Se encuentra principalmente en las zonas boscosas, especialmente en los bosques húmedos de alta montaña donde las concentraciones de insectos son más altas, así como en los densos bosques de la región sur de la isla de Puerto Rico.

## Alimentación
Su dieta consta principalmente de insectos, aunque se le ha visto alimentar sus polluelos con frutos de Clusia krugiana. Consume saltamontes, grillos, tijeretas, libélulas, moscas y escarabajos, así como arañas y ocasionalemente lagartijas.
De hábitos diurnos. Se posa tranquilamente en perchas altas y observan la superficie de abajo con rápidos movimientos bruscos de la cabeza, a menudo inclinádola también hacia arriba. Una vez que se encuentra su presa, de repente toman vuelo, captura el insecto, y vuelve a posarse.

## Reproducción
En una ladera, barranco o corte de carretera, tanto machos como hembras excavan una larga y estrecha madriguera en un banco de tierra de 25 a 35 cm de longitud. Hacen el nido al final de esta madriguera. Este proceso tiene lugar de febrero y junio, antes del inicio de la temporada de lluvias. Una hembra pone 1 a 4 huevos de color blanco brillante, con un promedio de 2 a 3 huevos. Tanto el macho como la hembra incuban los huevos. El período de incubación dura aproximadamente 21 días. Otros sanpedritos adultos pueden ayudar en el proceso de desarrollo de los polluelos.

## Temperatura corporal
El sanpedrito  ha sido ampliamente investigado por la inusual capacidad de controlar su temperatura corporal. Registran temperaturas corporales más bajas que otros barrancolíes y han exhibido heterotermia en un rango amplio de temperaturas. La mayoría de coraciformes tener una temperatura corporal de 40 °C, pero los sanpedritos puertorriqueños pueden mantener una temperatura corporal de 36,7 °C. Esto les permite gastar el 33% menos de energía que otros coraciformes. Pueden incluso bajar su temperatura corporal a 14 °C y aún permanecer en plena actividad, responder a estímulos y tomar vuelo.